# Лосевич, Евгений Владиславович
Евгений Владиславович Лосевич (1888—1927) — председатель Иркутского губисполкома (март — июнь 1926).
Родился в Польше, в Ченстоховском уезде Петроковской губернии.
Окончил гимназию и бухгалтерскую школу.
С 1906 г. состоял в Польской социалистической партии (левица). В 1907 г. арестован и сослан в ссылку в Вятскую губернию, откуда бежал.
В 1908 г. снова арестован и по приговору Варшавской окружной судебной палаты отправлен на 4 года на каторжные работы.
С 1915 г. на поселении в Киренске.
До июля 1918 г. комиссар по польским делам в Центросибири. Затем направлен в Томск, там работал в подполье. Принимал активное участие в восстановлении советской власти в декабре 1919 г. и был избран в состав коалиционного военно-революционного комитета из 9 человек (сформирован большевиками и эсерами 18 декабря 1919 г. сразу после ухода колчаковских
войск и действовал до прибытия частей 30-й дивизии Красной Армии). С 1920 по 1922 г. член Томского ревкома, заведующий финансовым отделом, заведующий отделом труда.
С 1922 г. начальник отдела местного хозяйства (ОМХ) Иркутского губисполкома. Зам. председателя губисполкома, с 6 ноября 1924 по 13 ноября 1925 г. — председатель Иркутского горисполкома, март — июнь 1926 — председатель Иркутского губисполкома.
С 26 июня 1926 г. зам. управляющего Сибирской конторой Госбанка (Новосибирск).
Арестован 20 сентября 1926 года. Обвинялся в том, что в период работы начальником ОМХ и зам. председателя Иркутского губисполкома растратил более 40 тысяч рублей казённых средств. Расстрелян 11 февраля 1927 г.
Был женат на дочери коллежского асессора Мариане Владиславовне Даукшо, венчание в томском костеле 28 ноября 1918 г.